# Konrad Repgen
Konrad Christian Jakob Repgen (* 5. Mai 1923 in Friedrich-Wilhelms-Hütte; † 2. April 2017 in Bonn) war ein deutscher Historiker. Repgen lehrte seit 1962 als Ordentlicher Professor an der Universität des Saarlandes und hatte von 1967 bis zu seiner Emeritierung 1988 an der Universität Bonn den Konkordatslehrstuhl als Nachfolger seines Lehrers Max Braubach inne. Repgen gehörte zu den besten Kennern des Dreißigjährigen Krieges. Das Bonner Historische Seminar wurde durch die Forschungen von Repgen, Max Braubach und Stephan Skalweit zu einem Zentrum der Frühneuzeitforschung. Repgen gilt als „Nestor der kirchlichen Zeitgeschichtsforschung“.

## Leben
Konrad Repgen wurde 1923 als Sohn des Volksschullehrers und späteren Rektors Wilhelm Repgen (1889–1951) und dessen Frau Anna Elisabeth, geb. Könsgen (1893–1969), in der Arbeitersiedlung Friedrich-Wilhelms-Hütte bei Troisdorf geboren. Sein Vater war aktives Mitglied der katholischen Deutschen Zentrumspartei und wurde nach der nationalsozialistischen „Machtergreifung“ 1933 aus dem Dienst entlassen. Durch seine Eltern wurde er tief im katholischen Christentum geprägt und verdankte ihnen ein mit der Devise „Aufstieg durch Bildung“ verbundenes hohes Leistungsethos. Er legte 1941 das Abitur ab am Bonner Beethoven-Gymnasium. Es folgten drei Monate Reichsarbeitsdienst. Von 1941 bis 1945 wurde er als Soldat an der Ostfront eingesetzt. Nach einer kurzen Kriegsgefangenschaft studierte er von 1945 bis 1950 Geschichte, Germanistik und Latein an der Universität Bonn. Dort trat er in die katholische Studentenverbindung K.St.V. Arminia Bonn im KV ein. Im Jahre 1950 wurde er in Bonn bei Max Braubach mit der Dissertation Märzbewegung und Maiwahlen des Revolutionsjahres 1848 im Rheinland zum Dr. phil. promoviert. Wesentlichen Einfluss auf Repgen übte auch der Kirchenhistoriker Hubert Jedin aus. Ursprünglich wollte Repgen nach der Dissertation das Examen für das gymnasiale Lehramt ablegen. Diesen Plan verwarf er jedoch, als er die Möglichkeit bekam, mit einem Stipendium (1952/53) des Römischen Institutes der Görres-Gesellschaft seine wissenschaftliche Arbeit fortzuführen. Von 1953 bis 1955 war er dort Assistent.
Von 1952 bis 1955 hielt er sich zu einem Forschungsaufenthalt am Deutschen Historischen Institut Rom auf. Die intensiven Archivstudien im Vatikanischen Archiv legten die Grundlage für seine Habilitation. Seit 1955 war er Assistent bei Braubach. Im Sommersemester 1958 habilitierte er sich an der Philosophischen Fakultät in Bonn mit der Arbeit Die römische Kurie und der Westfälische Friede. Papst, Kaiser und Reich. 1962 wurde er als ordentlicher Professor der Neueren und Neuesten Geschichte an die Universität des Saarlandes in Saarbrücken berufen. Im Jahr 1967 wurde er Nachfolger von Max Braubach auf dessen Konkordatslehrstuhl in Bonn und lehrte dort bis zu seiner Emeritierung 1988 als Professor für Mittlere und Neuere Geschichte. Im Jahr 1970 gehörte er zum Gründerkreis des „Bundes Freiheit der Wissenschaft“. Seit 1978 war er für fast drei Jahrzehnte einer der Mitherausgeber des Historischen Jahrbuchs der Görres-Gesellschaft. Von 1985 bis 1988 war er Dekan der Philosophischen Fakultät. Als Dekan konnte er den von der Landesregierung erwogenen Abzug der Lehramtsstudiengänge aus Bonn verhindern. Von 1975 bis 1976 war er Visiting Fellow an der University of Oxford. Repgen betreute an die fünfzig Promotionen und sieben Habilitationen. Zu seinen akademischen Schülern gehörten Winfried Baumgart, Franz Bosbach, Klaus Gotto, Ulrich von Hehl, Hans Günter Hockerts, Markus Huttner, Christoph Kampmann, Karsten Ruppert und Anuschka Tischer.
Repgen war seit 1957 verheiratet. Aus der Ehe gingen drei Töchter und drei Söhne hervor, darunter der Rechtswissenschaftler Tilman Repgen.

## Forschungsschwerpunkte
Sein wissenschaftliches Interesse umfasste die gesamte Neuzeit. Der Forschungsschwerpunkt lag auf den editorischen Arbeiten zum frühneuzeitlichen Europa, aber auch zur Erforschung der politischen und sozialen Geschichte des 19. und 20. Jahrhunderts. Dabei waren das Verhältnis zwischen Katholizismus und Nationalsozialismus und die Frage religiöser Toleranz im Zeitalter der Glaubensspaltung seine zentralen Schwerpunkte. Er lehnte die sozialwissenschaftlich ausgerichtete Bielefelder Schule ab und galt als „Konservativer“.
Mit seiner Habilitationsschrift versuchte Repgen die vermeintlich widersprüchliche päpstliche Politik im Dreißigjährigen Krieg zu erklären. Bei den Archivstudien für seine Untersuchung stellte Repgen fest, dass die editorische Erschließung des Westfälischen Friedens trotz seiner Bedeutung völlig unzureichend war. Die ältere Geschichtsforschung hatte sich verstärkt auf Krieg, militärische Großtaten und ihre Feldherrn konzentriert, die Friedensthematik hatte hingegen nur eine untergeordnete Bedeutung gespielt. Zu den wichtigsten Akteuren Wallenstein oder Gustav II. Adolf von Schweden lagen unzählige Arbeiten vor, während es zum Westfälischen Frieden nur sehr wenige Studien gab. Schon 1957 hatte Repgen das Konzept für ein editorisches Langzeitunternehmen entworfen. Die Betreuung des Langzeitvorhabens übernahm die 1958 gegründete „Vereinigung zur Erforschung der Neueren Geschichte“. Ihr Vorsitzender war zunächst Braubach. Repgen war von 1958 bis 1975 Sekretär und übernahm nach Braubachs Tod von 1976 bis 2002 den Vorsitz. Über Jahrzehnte war Repgen Leiter des Langzeitprojektes der Acta Pacis Westphalicae (Akten des Westfälischen Friedenskongresses), das das Aktenmaterial zum Westfälischen Frieden herausgibt. Die editorische Erschließung der auf ganz Europa verstreuten Überlieferung von 300 Diplomaten und 140 Delegationen war eine enorme Herausforderung. Im Jahr 1962 konnte der erste Band veröffentlicht werden. Unter Repgens Leitung folgten 32 weitere Bände. Die Herausgabe der Acta Pacis Westphalicae wurde von 1977 bis 2011 im Akademienprogramm, dem größten geisteswissenschaftlichen Forschungsprogramm in Deutschland, gefördert. Außerdem wurde eine Schriftenreihe begründet, in der Monographien und Sammelbände zum Dreißigjährigen Krieg und zum Westfälischen Frieden veröffentlicht wurden. Dadurch gilt der Friedenskongress mittlerweile als das mit Abstand bestdokumentierte Ereignis der frühneuzeitlichen Geschichte. Die Editionen brachten fundierte Fakten und lösten polemische Klischees ab. Der Westfälische Frieden wird in der modernen Forschung nicht mehr als nationale Katastrophe, sondern als ein Modell zwischenstaatlicher Konfliktlösung verstanden.
Repgen veröffentlichte grundlegende Studien zur Reichs- und Kirchengeschichte, darunter das Standardwerk Dreißigjähriger Krieg und Westfälischer Friede. Mit seinem Werk Papst, Kaiser und Reich leistete er einen bedeutenden Beitrag zur Erforschung des Heiligen Römischen Reiches. Repgen gehörte zu den angesehensten Forschern des Dreißigjährigen Krieges und besonders des Westfälischen Friedens. Dabei lag der Schwerpunkt auf der Typologie der militärischen Konflikte, den legitimatorischen Leitbegriffen in den Manifesten zum Kriegseintritt und in der Geschichtsschreibung zu diesem Krieg in der Frühen Neuzeit. Repgen konnte nachweisen, dass schon die Zeitgenossen die zahlreichen Feldzüge zwischen 1618 und 1648 als einheitliches Geschehen auffassten. Ein Sammelband mit wissenschaftlichen Aufsätzen zu diesen Themen aus den Jahren von 1953 bis 1997 erschien erstmals 1999. 2015 wurde der Sammelband in dritter Auflage veröffentlicht. Im Jahre 1986 veröffentlichte er einen bis heute stark rezipierten Aufsatz über die Frage, was ein Religionskrieg sei. Repgen legte vor allem detailreiche Untersuchungen vor. Eine große Zusammenfassung seiner Forschung blieb aber aus.
Ein Arbeitsschwerpunkt Repgens lag auf der katholischen Zeitgeschichtsforschung. Er gehörte zu den Initiatoren der Kommission für Zeitgeschichte, die 1962 gegründet wurde und deren Vorsitz er von 1962 bis 1977 und von 1981 bis 1994 innehatte. Seine eigenen Publikationen in diesem Themenfeld konzentrierten sich auf das Verhältnis von Katholischer Kirche und Nationalsozialismus, insbesondere in der Phase der „Machtergreifung“. In diesem Zusammenhang kam es in den späten 1970er Jahren zu einer Kontroverse Repgens mit dem protestantischen Kirchenhistoriker Klaus Scholder, der die These vertrat, dass es einen kausalen Zusammenhang zwischen dem in Aussicht stehenden Abschluss eines Reichskonkordats und der Zustimmung der Zentrumspartei zum Ermächtigungsgesetz gegeben habe. Repgen wies diese These mit der Begründung zurück, dass sie in der Quellenüberlieferung keinen Halt finde. Ein wissenschaftlicher Konsens wurde in dieser Frage bis heute nicht erzielt.
Für seine Forschungen wurden Repgen zahlreiche wissenschaftliche Ehrungen und Mitgliedschaften zugesprochen. Er wurde in die wissenschaftlichen Beiräte des Instituts für Zeitgeschichte (1972) und des Istituto storico italo-germanico (1973) berufen. Seit 1975 war er Mitglied des Direktoriums des Römischen Instituts der Görres-Gesellschaft, zudem von 1976 bis 2009 im Beirat der Römischen Quartalschrift. Repgen war 1983/1984 Forschungsstipendiat des Historischen Kollegs. Außerdem war er von 1976 bis 1997 Leiter der Abteilung Akten der Reichskanzlei, Regierung Hitler 1933–1945. Er war korrespondierendes Mitglied der British Academy (seit 1986), Mitglied der Kommission für Zeitgeschichte, der Kommission für Geschichte des Parlamentarismus und der politischen Parteien, der Historischen Kommission bei der Bayerischen Akademie der Wissenschaften und der Rheinisch-Westfälischen Akademie der Wissenschaften (ordentliches Mitglied seit 1983). Im Jahre 1989 wurde er Komtur des Päpstlichen Ritterordens des heiligen Gregors des Großen.
Im Jahr 1995 wurde ihm die Ehrendoktorwürde der Kulturwissenschaftlichen Fakultät der Universität Bayreuth verliehen. Für seine Forschungen zum Dreißigjährigen Krieg und zum Westfälischen Frieden wurde ihm 1998 der Historikerpreis der Stadt Münster verliehen. 1998 erhielt er den Ehrenring der Görres-Gesellschaft und 2000 den Alfried-Krupp-Wissenschaftspreis. Er wurde mit dem Großen Bundesverdienstkreuz ausgezeichnet.

## Schriften (Auswahl)
Ein Schriftenverzeichnis erschien in: Klaus Gotto, Hans Günter Hockerts (Hrsg.): Konrad Repgen. Von der Reformation zur Gegenwart. Beiträge zu Grundfragen der neuzeitlichen Geschichte. Schöningh, Paderborn u. a. 1988, ISBN 3-506-77207-4, S. 349–359.
Monografien
- Märzbewegung und Maiwahlen des Revolutionsjahres 1848 im Rheinland (= Bonner historische Forschungen. Band 4). Röhrscheid, Bonn 1955 (Teilw. zugl.: Bonn, Univ., Diss., 1950).
- Die römische Kurie und der Westfälische Friede. Idee und Wirklichkeit des Papsttums im 16. und 17. Jahrhundert. Band 1: Papst, Kaiser und Reich. 1521–1644. Teil 1: Darstellung (= Bibliothek des Deutschen Historischen Instituts in Rom. Band 24). Niemeyer, Tübingen 1962/65 (Zugl.: Bonn, Univ., Habil.-Schr., 1958).
- Kriegslegitimationen in Alteuropa. Entwurf einer historischen Typologie (= Schriften des Historischen Kollegs. Vorträge. Band 9). Stiftung Historisches Kolleg, München 1985 (Digitalisat).
- Die Lehrerausbildung (S II) an der Universität Bonn. Eine Denkschrift (= Politeia. Band 17). Bouvier, Bonn 1987, ISBN 3-416-09213-9.
- Von der Reformation zur Gegenwart. Beiträge zu Grundfragen der neuzeitlichen Geschichte. Herausgegeben von Klaus Gotto und Hans Günter Hockerts. Schöningh, Paderborn u. a. 1988, ISBN 3-506-77207-4.
- Dreißigjähriger Krieg und Westfälischer Friede. Studien und Quellen (= Rechts- und staatswissenschaftliche Veröffentlichungen der Görres-Gesellschaft. Band 81). Herausgegeben von Franz Bosbach und Christoph Kampmann, Schöningh, Paderborn u. a. 1998, ISBN 3-506-73382-6; 3., überarbeitete und bedeutend erweiterte Auflage, Schöningh, Paderborn 2015, ISBN 978-3-506-77959-5.
  - ausführliche Besprechung von Martin Heckel: Konfessionalisierung in Koexistenznöten. Zum Augsburger Religionsfrieden, Dreißigjährigen Krieg und Westfälischen Frieden in neuerer Sicht. In: Historische Zeitschrift 280 (2005), S. 647–690.

Herausgeberschaften
- mit Stephan Skalweit: Spiegel der Geschichte. Festgabe für Max Braubach zum 10. April 1964. Aschendorff, Münster 1964.
- mit Erwin Iserloh: Reformata reformanda. Festgabe für Hubert Jedin zum 17. Juni 1965. 2 Teile, Aschendorff, Münster 1965.
- Die dynamische Rente in der Ära Adenauer und heute (= Rhöndorfer Gespräche. Band 1). Belser, Stuttgart u. a. 1978, ISBN 3-7630-1190-0.
- Hubert Jedin. Lebensbericht. Mit einem Dokumentenanhang (= Veröffentlichungen der Kommission für Zeitgeschichte. Reihe A. Band 35). Matthias-Grünewald-Verlag, Mainz 1984, ISBN 3-7867-1086-4.
- Krieg und Politik 1618–1648. Europäische Probleme und Perspektiven (= Schriften des Historischen Kollegs. Band 8). Oldenbourg, München 1988, ISBN 3-486-53761-X (Digitalisat).
- mit Rudolf Morsey: Christen und Grundgesetz. Schöningh, Paderborn u. a. 1989, ISBN 3-506-75775-X.
- Das Herrscherbild im 17. Jahrhundert (= Schriftenreihe der Vereinigung zur Erforschung der Neueren Geschichte. Band 19). Aschendorff, Münster 1991, ISBN 3-402-05670-4.
- mit Reinhard Elze: Studienbuch Geschichte. Eine europäische Weltgeschichte. 2 Bände, 5. Auflage, Klett-Cotta, Stuttgart 1999, ISBN 3-608-94166-5.
- mit Hanns Hatt, Josef Isensee, Annette Schavan, Dieter Schwab: Paul Mikat zu Ehren. Schöningh, Paderborn u. a. 2014, ISBN 978-3-506-77759-1.